# Тюмень (станція)
Тюмень (рос. Тюме́нь) — залізнична станція Тюменського регіону Свердловської залізниці, що знаходиться у місті Тюмень, адміністративному центрі Тюменської області.

## Історія
Станція утворена в 1885 році при будівництві залізничної гілки Єкатеринбург — Тюмень Уральської гірничозаводської залізниці.
З 1909 року було розпочато будівництво Тюменьсько-Омської залізниці, що увійшла після побудови до складу Омської залізниці разом з гілкою Єкатеринбург — Тюмень вже Пермської залізниці.